# Margattea diacantha
Margattea diacantha är en kackerlacksart som först beskrevs av Morgan Hebard 1929.  Margattea diacantha ingår i släktet Margattea och familjen småkackerlackor. Inga underarter finns listade i Catalogue of Life.